# Парламентські вибори у Ліхтенштейні 1993 (жовтень)
Дострокові парламентські вибори в Ліхтенштейні пройшли 24 жовтня 1993 року. Після того, як 15 вересня Ландтаг проголосував за вотум недовіри прем'єр-міністру країни Маркусу Бюхелю, він розпустив парламент. Причому, ініційований вотум недовіри був Прогресивною громадянською партією, власною партією Бюхеля.
Більшість місць у ландтазі отримав Патріотичний союз. Явка виборців склала 85,31%.
| Партія                       | Партія                          | Голосів | %    | Місць | +/-  |
| ---------------------------- | ------------------------------- | ------- | ---- | ----- | ---- |
|                              | Патріотичний союз               | 78 898  | 50,1 | 13    | +2 ▲ |
|                              | Прогресивна громадянська партія | 65 075  | 41,3 | 11    | -1 ▼ |
|                              | Вільний список                  | 13 447  | 8,5  | 1     | -1 ▼ |
| Недійсних/порожніх бюлетенів | Недійсних/порожніх бюлетенів    | 218     | —    | —     | —    |
| Усього                       | Усього                          | 12 017  | 100  | 25    | 0    |

* Кожен виборець має стільки голосів, скільки місць у парламенті, тому загальна 
кількість голосів, відданих за різні партії, більше, ніж кількість виборців.